# Jazar
Jazar (persiska: جزر) är en ort i Iran.   Den ligger i provinsen Kermanshah, i den nordvästra delen av landet, 400 km väster om huvudstaden Teheran. Jazar ligger 1 595 meter över havet och antalet invånare är 196.
Terrängen runt Jazar är kuperad.Runt Jazar är det ganska tätbefolkat, med 60 invånare per kvadratkilometer. Närmaste större samhälle är Varmazān Somāq, 7,2 km norr om Jazar. Trakten runt Jazar består i huvudsak av gräsmarker.